# Parktuin Schelfhout
Parktuin Schelfhout is een stadspark in het Belgische Aalst. Het is gelegen in de watertorenwijk tussen de Zonnestraat en de Sint-Kamielstraat. Het park is geopend tussen 7 uur en kwart voor 9 in de maanden april tot en met september. In de maanden daarbuiten is het park geopend van 8 uur tot 19 uur.

## Geschiedenis
Het park was oorspronkelijk een ingesloten privétuin die vanaf 1873 eigendom was van de familie Schelfhout, toen notaris-kandidaat Cheri Schelfhout trouwde met de weduwe van de vorige eigenaar, hophandelaar François Seminck. Het park werd vermoedelijk aangelegd tussen 1850 en 1870 in typische Engelse landschapsstijl, welke populair was in deze periode. Er werd een vijver gegraven en de tuin werd voorzien van een moestuin en boomgaard.
De tuin ligt achter het herenhuis van de familie Schelfhout. Kenmerkend voor dit herenhuis is de Louis XV-invloed. De woning is aangeduid als bouwkundig erfgoed in de provincie Oost-Vlaanderen en bevindt zich links van de ingang aan de Zonnestraat.
Begin 21ste eeuw is de grond eigendom van vzw De Toekomst enerzijds, en GO! Scholengroep Dender anderzijds. In 2008 kwamen beide eigenaars overeen met Stad Aalst dat de tuin publiek toegankelijk gemaakt zou worden. De muur achteraan de tuin aan de Sint-Kamielstraat werd vervangen door doorzichtige hekken, de vijver werd opnieuw opengelegd en de rest van de tuin en boomgaard werd in ere hersteld. Bovendien werd een speeltuin en een sportterrein aangelegd.
Het park kampte bij tijd wel met een reputatieprobleem. Zo is het oorspronkelijke tuinhuis uit de 19de eeuw bij wijlen een toevluchtsoord  voor vandalen en drugsgebruikers. Dit tot teleurstelling van de V.VAK ('Vereniging voor Aalsters Kultuurschoon') die de historische waarde van het tuinhuis onderstreept. Daarnaast zijn er ook af en toe meldingen van overlast door zwerfvuil.

## Galerij

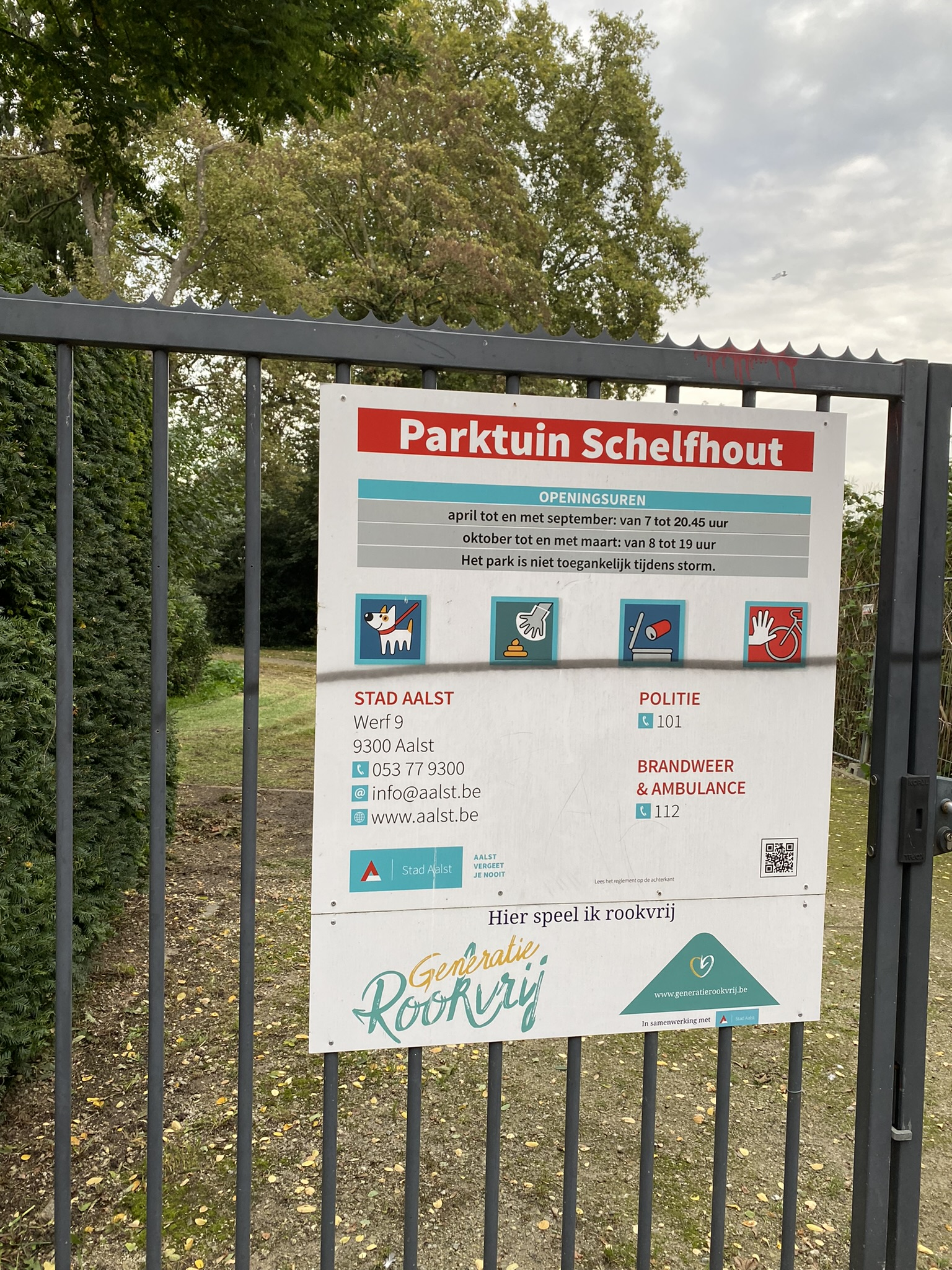
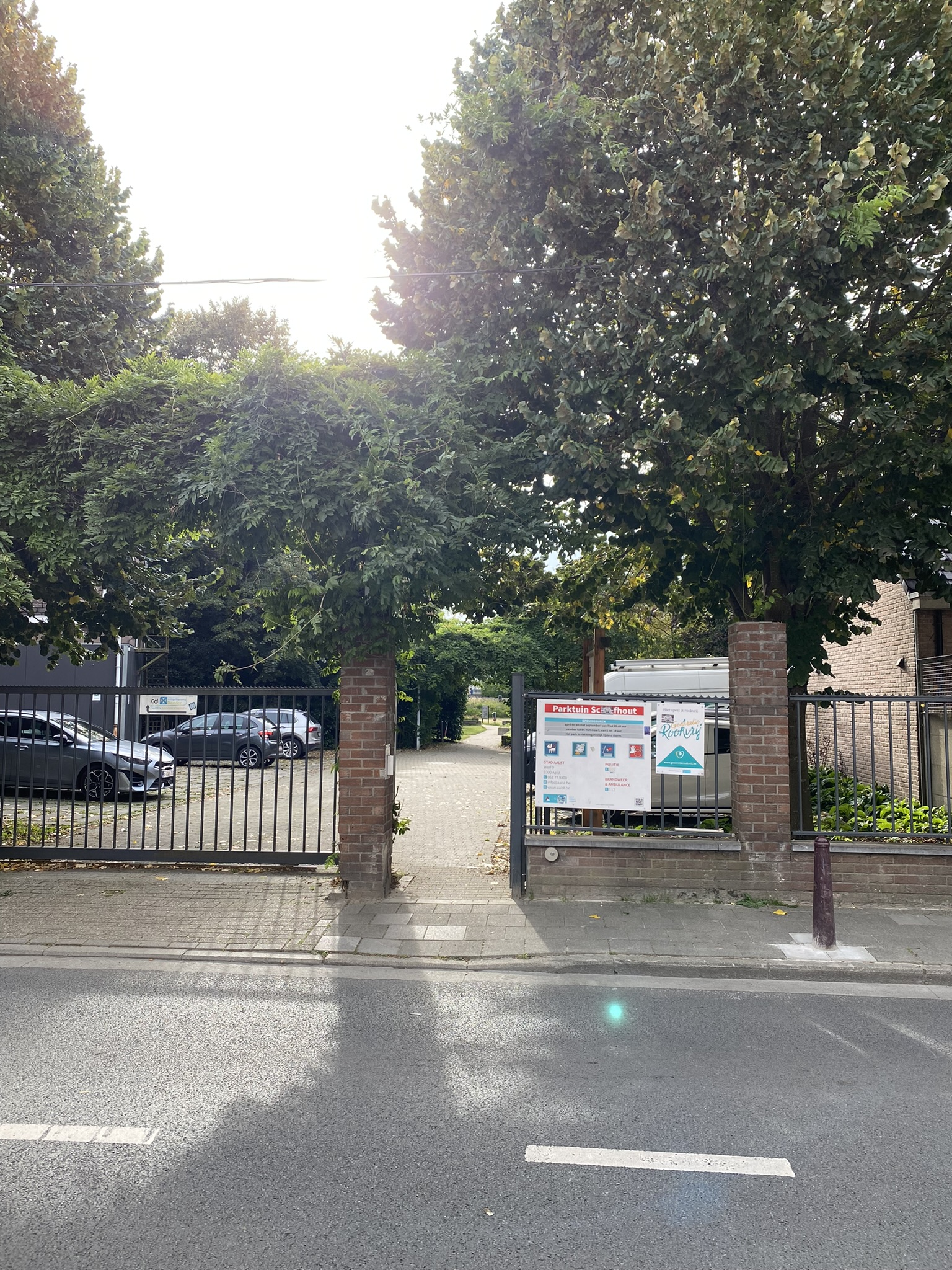
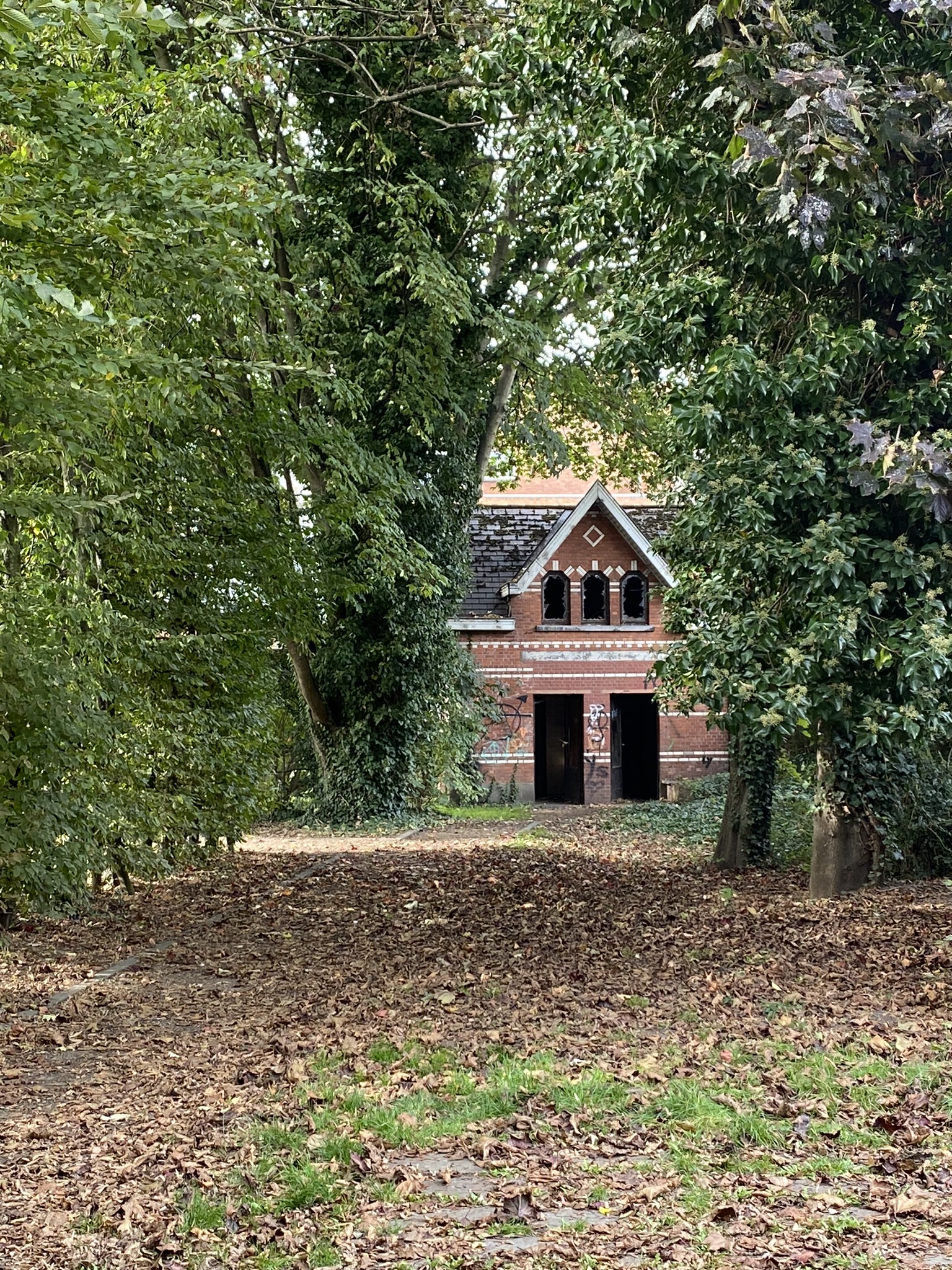